# Luxemburgs riksvapen
Luxemburgs riksvapen består av en vapensköld krönt med den storhertigliga kronan och är omgiven av två lejon som håller i skölden. Riksvapnet är omgivet av en så kallad vapenmantel som också är försedd med en krona. Vapenskölden tillhör Storhertigen av Luxemburg.